# Новая региональная политика (фракция)
Новая региональная политика (НРП) — депутатская группа в Государственной думе России I созыва. Дата регистрации: 13 января 1994 года. В Госдуме занимала неопределённую политическую позицию, объединяя депутатов различных политических взглядов.

## История
Инициатором создания группы независимых депутатов, избранных от одномандатных округов стал депутат от Курганской области (Западный округ №97) Геннадий Калистратов. Ранее он был народным депутатом РСФСР, заместителем председателя Комитета Верховного Совета по промышленности и энергетике, членом фракции «Промышленный союз». Тогда же, в декабре 1993 года был образован оргкомитет группы, в которую помимо Калистратова вошли ещё два депутата, Сергей Босхолов (консультант Конституционного Суда РФ, избран в Усть-Ордынском Бурятском округе, позже примкнул к ПРЕС) и Евгений Фёдоров (депутат от Ленинградской области (Всеволожский округ №101), был выдвинут РДДР). 5 января 1994 года организаторы будущей группы встретились с премьер-министром В. Черномырдиным.
В январе 1994 года, накануне начала работы Думы, от «независимых» отделились несколько депутатов из числа сторонников радикальных рыночных реформ во главе с Ириной Хакамадой, образовавшие свою группу, названную «Союз 12 декабря». В то же время к создаваемой группе примкнули 22 депутата от национальных автономий во главе с Александром Дзасоховым, которые не смогли образовать свою группу из-за малочисленности (минимальная численность депутатской группы была установлена в 35 человек). Также в группу вошёл Министр—Руководитель Аппарата Правительства РФ Владимир Квасов.
Официально группа независимых депутатов, получившая название «Новая региональная политика», была учреждена 12 января 1994 года. Возглавил новую группу депутат от Ханты-Мансийский округа (Нижневартовский округ №221) Владимир Медведев, президент Союза нефтепромышленников России. Его избрание некоторые расценили как свидетельство ориентации группы на В. Черномырдина, Правительство и концерн «Газпром». Зарегистрирована группа «Новая региональная политика» была 13 января. На тот момент в неё входили 65 депутатов, за два последующих дня к группе присоединились ещё два депутата. Основными целями были декларированы защита прав и интересов российских регионов и отечественных товаропроизводителей, для чего было подписано Соглашение о взаимодействии с Федерацией товаропроизводителей России во главе с Ю. Скоковым.
13 января группа выдвинула на пост Председателя Государственной Думы своего лидера Владимира Медведева. В ходе рейтингового голосования за него отдали свои голоса 145 депутатов (четвёртое место из шести), в том числе 56 членов группы НРП из 59, принимавших участие в голосовании. Депутаты А. Власова и А. Воропаев поддержали только Ю. Власова (группа «Российский путь») и И. Рыбкина (АПР/КПРФ), Е. Агафонов воздержался. Помимо Медведева члены НРП поддержали и некоторых других претендентов на пост Председателя Госдумы. 30 человек голосовали за Ю. Власова, 20 за И. Рыбкина, 19 за В. Лукина («Яблоко»), 12 за С. Ковалёва («Выбор России»), 8 за А. Брагинского («Союз 12 декабря»).
17 января 1994 года фракции и группы Госдумы согласовали и утвердили так называемый Коалиционный список, согласно которому распределялись должности председателей думских комитетов и комиссий, а также их замов. Члены группы заняли должности председателей комитетов по образованию, культуре и науке (Л. Рожкова), по собственности, приватизации и хозяйственной деятельности (С. Бурков) и по делам национальностей (Б. Жамсуев), 14 депутатов стали заместителями председателей Комитетов, а Х. Кармоков возглавил Счётную палату. 19 депутатов группы проголосовали против коалиционного пакета.
28 января 1995 года в Москве прошла учредительная конференция Общественно-политического объединения «Регионы России» (РР). Инициаторами его создания выступили члены депутатской группы «Новая региональная политика». Председателем новой организации стал лидер группы В. Медведев, сопредседателями — А. Чилингаров, В. Бессарабов, Олег Морозов и Николай Чуканов. Зарегистрировано Минюстом 23 февраля 1995 года (Рег. №2586).
Весной 1995 года, в преддверии декабрьских выборов в Госдуму, НРП и РР стали искать союзников. В апреле В. Медведев стал членом Оргкомитета Движения «Наш дом—Россия» (НДР), созданное сторонниками премьер-министра Виктора Черномырдина. 12 мая 1995 года на учредительном съезде НДР В. Медведева избирают в состав Совета движения НДР. Но ужу в конце мая В. Медведев заявил о готовящемся создании избирательного объединения «Регионы России — левый центр» и о предложении стать во главе нового блока председателю Госдумы Ивану Рыбкину. 8 июня прошла II конференция объединения РР. На нём новым председателем был избран И. Рыбкин. Прежний глава РР В. Медведев, оставаясь председателем депутатской группы НРП и не порывая с объединением, тем не менее, в соответствии с решением съезда возглавляемого им Союза нефтегазопромышленников, заявил о своём вступлении в НДР. Новым сопредседателем объединения РР был избран депутат Государственной Думы Владимир Василёв. 21 июля сопредседатели РР А. Чилингаров и В. Василёв подписали от имени объединения совместное заявление о создании Блока Ивана Рыбкина. Позднее А. Чилингаров, несмотря на своё членство в Российской объединённой промышленной партии (РОПП), не вошедшей в блок, был включён в первую тройку общефедерального части списка Блока Ивана Рыбкина.
К июлю 1995 года (к концу третьей сессии Думы) в группе НРП состоял всего 31 депутат, то есть на 4 меньше необходимого минимума для регистрации. 11 октября 1995 года, в начале осенней сессии, группа НРП приняла решение объединиться с незарегистрированной группой «Дума-96», которую создал бывший член «Выбора России» В. Бауэр, председатель Комитета по организации работы Государственной Думы. В тот же день объединённая группа была названа «Новая региональная политика — Думу 96». На следующий день Комитет по организации работы Думы перерегистрировал группу под новым названием в составе 36 депутатов.
Вынужденное объединение депутатских групп НРП и «Дума-96» не привело к объединению родственных им политических объединений. Движение «Регионы России», созданное членами НРП, пошло на выборы в Госдуму в составе Блока Ивана Рыбкина. Общественно-политическое движение «Дума-96», организованное лидером одноимённой группы Владимиром Бауэром, после неудачных попыток сблокироваться с организациями «чернобыльцев», «афганцев» (Народно-патриотическая партия, Союз ветеранов Афганистана), ветеранов (Союз ветеранов Вооружённых Сил) и рядом партий, в том числе с НДР, решило идти на выборы самостоятельно.
Выборы в Государственную думу II созыва прошли 17 декабря 1995 года. Блок Ивана Рыбкина, в состав которого входило объединение «Регионы России», сумел занять всего лишь 17-е место из 43 участников, собрав 769 259 избирателей (1,11 %). Движение «Дума-96» выступило ещё хуже, заняв лишь 40-е место из 43 участвовавших (55 897 голосов, 0,08 %). В результате обе организации не смогли преодолеть пятипроцентный заградительный барьер. Но если движению Бауэра не удалось провести ни одного кандидата по одномандатным округам, объединение «Регионы России» оказалось успешнее. В Думу II созыва были избраны 10 членов «Регионов России»: И. Рыбкин и А. Чилингаров (выдвинуты Блоком Ивана Рыбкина), Адриан Пузановский (от Аграрной партии), Владимир Уткин (от КРО), а также О. Морозов, В. Медведев, Владимир Гоман, Юрий Уткин, Виктор Медиков и А. Дзасохов (независимые кандидаты). В Думе А. Чилингаров и В. Медведев сформировали депутатскую группу «Российские регионы», которая объединила 41 независимых депутата лево-центристской, центристской и демократической ориентации, в том числе 6 членов Движения РР (А. Чилингаров, В. Медведев, О. Морозов, А. Дзасохов, В. Гоман и В. Медиков). А. Пузановский и Ю. Уткин вошли в Аграрную депутатскую группу, образованную членами Госдумы от АПР, В. Уткин вступил в группу «Народовластие», И. Рыбкин остался вне фракций.
14 марта 1996 года председателем депутатской группы «Российские регионы» был избран В. Медведев.

## Законотворческая деятельность группы
НРП вместе с фракциями ПРЕС и «Женщины России» стали инициаторами политической амнистии участникам событий сентября — октября 1993 года. 35 депутатов поддержали оба варианта пакета постановлений по амнистии, один (В. Максимов) проголосовал только за малый (без отмены парламентского расследования октябрьских событий), 13 (включая В. Медведева) — только за большой. Владимир Квасов при голосовании не присутствовал, но в интервью «Народной газете» заявил, что голосовал бы против, т.к. выступает против института амнистии как такового, считая его пережитком тоталитарного режима.
Член группы НРП Игорь Муравьёв (ранее один из лидеров фракции «Смена—Новая политика» бывшего Верховного Совета) стал первым депутатом Госдумы предложившим рассмотреть вопрос о недоверии Правительству. 23 марта за включение вопроса в повестку дня проголосовали 18 членов группы.

## Отдельные голосования членов группы
Весной 1994 года группа НРП не стала подписывать Договор об общественном согласии, заявив, что разделяет его основные положения, но не является политической партией. 27 апреля за неподписание договора от имени Госдумы её председателем И. Рыбкиным проголосовали 7 членов группы (К. Аракчаа, Н. Волкова, В. Лотков, П. Матяшов, И. Муравьёв, О. Очин, С. Шкуро.
При рассмотрении государственного бюджета на 1994 год большинство членов группы (от 32 до 49 депутатов) голосовали за принятие бюджета. Исключение составляет второе чтение, когда за бюджет проголосовало только 17 депутатов. Единственный из членов группы, кто ни разу не проголосовал за бюджет — М. Толбоев. Поправку В. Пискунова об увеличении военных расходов поддержали 26 членов группы, поправку Глазьева — 38.
15 июля 1994 года на рассмотрение депутатов Госдумы было предложено постановление об отставке Министра-Руководителя Аппарата Правительства В. Квасова (к тому моменту уже покинувшему группу НРП). За его отставку проголосовали 40 из 64 депутатов группы и только один против.
27 октября 1994 года Госдума рассматривала вопрос о вынесении вотума недоверие правительству Черномырдина. Из 64 депутатов группы НРП 22 (34 %) проголосовали за, 8 против, ещё 8 человек воздержались, в том числе лидер группы В. Медведев и вице-спикер А. Чилингаров, остальные не участвовали в голосовании. 23 ноября из 64 депутатов группы НРП 41 высказались за то, чтобы рассмотреть вопрос об отставке Председателя Центрального банка В. Геращенко прежде чем назначать на его должность Т. Парамонову (В. Медведев в голосовании не участвовал).
Проект бюджета на 1995 год большинство членов группы НРП поддержали. 21 декабря 1994 года большая часть группы проголосовала как за безусловное принятие бюджета, так и за компромиссный вариант, предложенный аграриями. 22 декабря за принятие правительственного проекта проголосовало 40 депутатов из 63, за проект бюджета со спецналогом от аграриев свои голоса отдали 33 депутата (7 депутатов, А. Акбаев, К. Аракчаа, С. Бурков, А. Веер, Е. Жирков, В. Кравцов, М. Попов поддержали только варианте без спецналога). 23 декабря большинство группы вновь проголосовали за оба проекты, против них выступили 7 человек (С. Бурков, Г. Гамидов, П. Матяшов, Н. Паринов, А. Пискунов, В. Смирнов, Б. Третяк). 20 января группа поддержала бюджет во втором чтении (против — С. Бурков, Н. Волкова, Г. Гамидов, С. Михеев, А. Пузановский, Е. Тишковская, Б. Третяк). 25 января 1995 года большинство членов группы выступили в поддержку поправка аграриев о сохранении спецналога и проголосовали за принятие бюджета во втором чтении. 24 февраля группа поддержала бюджет в третьем чтении.
25 января 1995 года депутат от КПРФ А. Гордеев предложил внести в повестку дня вопрос о соответствии занимаемым должностям Верховного Главнокомандующего Б. Ельцина и министра обороны П. Грачёва. Гордеева поддержали только трое из 61 члена группы (М. Васильев, Г. Гамидов, О. Морозов), один воздержался (Ю. Брусницын); остальные в голосовании не участвовали.
В марте 1995 года группа НРП приняла заявление, в котором выступила против рассмотрения вопроса о недоверии Правительству до новых парламентских выборов. «Если даже сформировать сегодня идеальный по составу и программным принципам Кабинет министров, переходный период от старого Правительства к новому займет драгоценное время, российская экономика потеряет управляемость и может рухнуть окончательно. Мы считаем, что Правительству надо просто дать возможность нормально работать…».
В мае 1995 года Госдума приняла закон «О выборах депутатов Государственной думы Федерального собрания Российской Федерации», но Президент потребовал соотношение депутатов избираемых по партийным спискам и одномандатным округам с 225 к 225 на 150 на 300. В ответ группы НРП и «Стабильность» предложили избирать всех 450 депутатов в одномандатных округах, а предложение главы государства рекомендовали принять «как компромисс на пути окончательного утверждения мажоритарной системы, как исключение из правил, распространяющее своё действие лишь на выборы в Государственную Думу 1995 года. Принятие данного соотношения … должно сопровождаться увеличением „проходного“ барьера до восьми процентов голосов».
21 июня 1995 года в группе произошёл раскол, вызванный вопросом о вотуме недоверия Правительству. За недоверие выступили 20 депутатов, против — 2 (В. Медведев и Е. Тишковская), ещё один (А. Чилингаров) воздержался. 1 июля большинство группы решило воздержаться при голосовании. В результате за недоверие проголосовали всего трое членов НРП (Л. Рожкова, Т. Чепасова и С. Шкуро), против — четверо (В. Медведев, М. Гнездилов, А. Муравьёв и Е. Тишковская), 18 депутатов воздержались, ещё 6 не участвовали в голосовании.
12 июля 1995 года при обсуждении вопроса о создании специальной комиссии по выдвижению обвинения против Президента из 31 депутата, числившихся на тот момент в НРП, лишь семеро проголосовали за создание комиссии (С. Бурков, В. Медведев, С. Михеев, Л. Рожкова, Е. Тишковская, Б. Третяк, Н. Чуканов), С. Шкуро воздержался; остальные 23 человека голосование проигнорировали.
13 октября 1995 года во время первого чтения проекта бюджета на 1996 год за предложение Бюджетного комитета (передать проект бюджета в согласительную комиссию без упоминания об отклонении) высказалось 15 членов группы НРП, за проект «Яблока» (отклонить с передачей в согласительную комиссию) — 17, в том числе пятеро — за оба варианта. 18 октября большинство группы выступило за передачу проекта бюджета в согласительную комиссию, 12 депутатов проголосовали за принятие проекта в первом чтении. 15 ноября большинство группы голосовало за бюджет в первоначальном и окончательном вариантах (но не за вариант М. Задорнова). 6 декабря группа поддержала бюджет во втором и третьем чтениях; против голосовал лишь А. Веер.